# Enrico II di Navarra
Enrico d'Albret (Sangüesa, 18 aprile 1503 – Hagetmau en Béarn, 25 maggio 1555) fu re di Navarra dal 1517 fino alla sua morte.

## Origini familiari
Era figlio secondogenito di Caterina di Foix-Béarn, regina di Navarra, contessa di Foix e del Béarn, e di Giovanni d'Albret, conte di Périgord, visconte di Limoges e re consorte di Navarra.

## Biografia
Alla morte del padre, nel 1516, divenne l'erede della signoria d'Albret. Alla morte della madre, nel 1517, Enrico ereditò i titoli di re di Navarra e conte di Foix e Bigorre e visconte del Béarn, Nébouzan, Villemeur e Lautrec.
Nel corso del 1520, riuscì a riconquistare buona parte del regno di Navarra, che, nel 1515, era stato annesso al regno di Spagna. Fu però una conquista di breve durata, in quanto il nuovo re di Spagna, Carlo I (l'Imperatore del Sacro Romano Impero, Carlo V), lo respinse al di là dei Pirenei. Alla morte del nonno, Alain I d'Albret, nel 1522, Enrico divenne signore d'Albret conte di Gâvres e di Castres e visconte di Tartas.
Enrico fu tra i cavalieri che accompagnarono il re di Francia, Francesco I, nella campagna d'Italia, dove si distinse, guadagnandosi la reputazione di audace e coraggioso cavaliere, che, nel 1525, fu fatto prigioniero, assieme al suo re, alla battaglia di Pavia e che dalla prigionia riuscì a fuggire in modo spettacolare.

Nel 1527, divenne il secondo marito della sorella di Francesco I, Margherita d'Angoulême (1492-1549).
Il 3 gennaio fu stipulato il contratto e il 24 gennaio, a Saint-Germain-en-Laye, fu celebrato il matrimonio tra Enrico e la duchessa d'Alençon, contessa di Perche e contessa d'Armagnac, Fénezac e Rodez, Margherita d'Angoulême, figlia di Carlo di Valois, conte di Angoulême, e di Luisa di Savoia. Margherita era vedova di Carlo IV di Alençon, da cui Margherita aveva ereditato tutti i suoi titoli.
Dopo il matrimonio con Margherita d'Angoulême, Enrico visse quasi sempre alla corte di Francesco I di Francia, con cui continuò a collaborare. Francesco I lo ricompensò riconoscendogli i titoli di Conte del Périgord e del Rodez e visconte di Limoges.
Enrico, per tutta la vita, continuò, con l'aiuto del cognato Francesco I, a combattere il re di Spagna, Carlo I (l'Imperatore del Sacro Romano Impero, Carlo V). Enrico morì a Hagetmau en Béarn, Landes, il 29 maggio 1555 e fu tumulato nella cattedrale di Lescar.
A Enrico successe la figlia Giovanna.

## Discendenza
Enrico da Margherita di Valois-Angoulême ebbe due figli:
- Giovanna (1528 - 1572), regina di Navarra, che ereditò i possedimenti dei genitori;
- Giovanni (dopo il 1530 -morto giovane).

## Ascendenza
|                         |                    |                                 | Genitori                         |  |  | Nonni |  |  | Bisnonni            |  |  | Trisnonni         |  |
|                         |                    |                                 |                                  |  |  |       |  |  | Giovanni I d'Albret |  |  | Carlo II d'Albret |  |
|                         |                    |                                 |                                  |  |  |       |  |  | Giovanni I d'Albret |  |  | Carlo II d'Albret |  |
|                         |                    | Anna d'Armagnac                 |                                  |  |  |       |  |  | Giovanni I d'Albret |  |  |                   |  |
| Alain I d'Albret        |                    |                                 |                                  |  |  |       |  |  | Giovanni I d'Albret |  |  |                   |  |
|                         |                    | Catherine de Rohan              | Alain IX de Rohan                |  |  |       |  |  |                     |  |  |                   |  |
|                         |                    | Catherine de Rohan              | Alain IX de Rohan                |  |  |       |  |  |                     |  |  |                   |  |
|                         |                    | Catherine de Rohan              | Margherita di Bretagna           |  |  |       |  |  |                     |  |  |                   |  |
| Giovanni III di Navarra |                    | Catherine de Rohan              |                                  |  |  |       |  |  |                     |  |  |                   |  |
|                         |                    | Guillaume de Châtillon de Blois | Jean I de Châtillon              |  |  |       |  |  |                     |  |  |                   |  |
|                         |                    | Guillaume de Châtillon de Blois | Jean I de Châtillon              |  |  |       |  |  |                     |  |  |                   |  |
|                         |                    | Guillaume de Châtillon de Blois | Marguerite de Clisson            |  |  |       |  |  |                     |  |  |                   |  |
| Françoise de Châtillon  |                    | Guillaume de Châtillon de Blois |                                  |  |  |       |  |  |                     |  |  |                   |  |
|                         |                    | Isabelle de La Tour d'Auvergne  | Bertrand V de La Tour d'Auvergne |  |  |       |  |  |                     |  |  |                   |  |
|                         |                    | Isabelle de La Tour d'Auvergne  | Bertrand V de La Tour d'Auvergne |  |  |       |  |  |                     |  |  |                   |  |
|                         |                    | Isabelle de La Tour d'Auvergne  | Jacquette Du Peschin             |  |  |       |  |  |                     |  |  |                   |  |
| Enrico II di Navarra    |                    | Isabelle de La Tour d'Auvergne  |                                  |  |  |       |  |  |                     |  |  |                   |  |
|                         | Gastone IV di Foix | Giovanni I di Foix              |                                  |  |  |       |  |  |                     |  |  |                   |  |
|                         | Gastone IV di Foix | Giovanni I di Foix              |                                  |  |  |       |  |  |                     |  |  |                   |  |
|                         | Gastone IV di Foix | Giovanna di Navarra             |                                  |  |  |       |  |  |                     |  |  |                   |  |
| Gastone di Foix-Navarra | Gastone IV di Foix |                                 |                                  |  |  |       |  |  |                     |  |  |                   |  |
|                         |                    | Eleonora di Navarra             | Giovanni II d'Aragona            |  |  |       |  |  |                     |  |  |                   |  |
|                         |                    | Eleonora di Navarra             | Giovanni II d'Aragona            |  |  |       |  |  |                     |  |  |                   |  |
|                         |                    | Eleonora di Navarra             | Bianca I di Navarra              |  |  |       |  |  |                     |  |  |                   |  |
| Caterina di Navarra     |                    | Eleonora di Navarra             |                                  |  |  |       |  |  |                     |  |  |                   |  |
|                         |                    | Carlo VII di Francia            | Carlo VI di Francia              |  |  |       |  |  |                     |  |  |                   |  |
|                         |                    | Carlo VII di Francia            | Carlo VI di Francia              |  |  |       |  |  |                     |  |  |                   |  |
|                         |                    | Carlo VII di Francia            | Isabella di Baviera              |  |  |       |  |  |                     |  |  |                   |  |
| Maddalena di Valois     |                    | Carlo VII di Francia            |                                  |  |  |       |  |  |                     |  |  |                   |  |
|                         |                    | Maria d'Angiò                   | Luigi II d'Angiò                 |  |  |       |  |  |                     |  |  |                   |  |
|                         |                    | Maria d'Angiò                   | Luigi II d'Angiò                 |  |  |       |  |  |                     |  |  |                   |  |
|                         |                    | Maria d'Angiò                   | Iolanda di Aragona               |  |  |       |  |  |                     |  |  |                   |  |
|                         |                    | Maria d'Angiò                   |                                  |  |  |       |  |  |                     |  |  |                   |  |